# Пам'ятнинське сільське поселення
Па́м'ятнинське сільське поселення (рос. Памятнинское сельское поселение) — муніципальне утворення у складі Ялуторовського району Тюменської області, Росія.
Адміністративний центр — село Пам'ятне.

## Населення
Населення — 1504 особи (2020; 1493 у 2018, 1513 у 2010, 1588 у 2002).

## Склад
До складу поселення входять такі населені пункти:
| Населений пункт    | Населення, осіб (2002) | Населення, осіб (2010) |
| ------------------ | ---------------------- | ---------------------- |
| Анисимовка, селище | 307                    | 307                    |
| Кавдик, селище     | 27                     | 8                      |
| Пам'ятне, село     | 898                    | 869                    |
| Прогрес, присілок  | 326                    | 301                    |
| Сосновка, присілок | 30                     | 28                     |